# Route départementale 12 (Alpes-de-Haute-Provence)
Pour les articles homonymes, voir Route départementale 12.
La route départementale 12, abrégée en RD 12 ou D 12, est une des Routes des Alpes-de-Haute-Provence, qui relie Banon à Digne-les-Bains.

## Tracé de Banon à Digne-les-Bains
- Banon
- Saumane
- L'Hospitalet
- Lardiers
- Ongles
- d'Ongles à Saint-Étienne-les-Orgues (par la RD 951 et RD 13)
- Saint-Étienne-les-Orgues
- Fontienne
- Forcalquier (par la RD 4100)
- Pierrerue
- Lurs
- de Lurs à Oraison (par la RD 4096, RD 4b et RD 4)
- Oraison
- Le Castellet
- Puimichel
- Malijai
- de Malijai à Le Chaffaut-Saint-Jurson (par la RD 8)
- Le Chaffaut-Saint-Jurson
- Digne-les-Bains